# Arquidiocese
A arquidiocese ou arcebispado  é uma circunscrição eclesiástica da Igreja Católica e também da Igreja Ortodoxa que recebe este nome por ser uma importante diocese, em razão de seu tamanho ou por motivos históricos. A autoridade máxima de uma arquidiocese recebe o nome de arcebispo, enquanto que as dioceses são comandadas por bispos.
Na Igreja Católica Apostólica Romana, as Arquidioceses são também designadas por Metrópoles Eclesiásticas, visto terem outras dioceses como sufragâneas, com as quais formam as Províncias eclesiásticas a que presidem. Os prelados das arquidioceses têm por isso o título de Arcebispos Metropolitanos ou Metropolitas.
Até 2003 havia cerca de 569 arquidioceses católicas romanas e 2014 dioceses.